# Said Llambay
Said Llambay (Stroeder, Patagones, Provincia de Buenos Aires, Argentina; 5 de octubre de 1994) es un futbolista argentino que juega en la posición de defensor lateral y actualmente es jugador del BSK 1933, de la Austrian Regional League.

## Clubes
| Club             | País      | Año           |
| ---------------- | --------- | ------------- |
| Olimpo           | Argentina | 2012 - 2014   |
| Club Sol de Mayo | Argentina | 2015-2016     |
| Olimpo           | Argentina | 2016-2019     |
| BSK 1933         | Austria   | 2020-presente |